# Српско нуклеарно друштво
Српско нуклеарно друштво (СНД) је струковно удружење у Србији које окупља стручњаке, научнике, инжењере и студенте из области нуклеарне енергије, радијационе физике, радијационе заштите и сродних дисциплина. Основано је ради промоције и развоја нуклеарне науке, технологије и примене у Србији, као и ради пружања подршке професионалцима који се баве овом делатношћу.

## Историјат нуклеарног удруживања
Прво струковно удружење у области радијационих и нуклеарних наука је Југословнеско друштво за радиолошку заштиту, које је касније мења назив у Друштво за заштиту од зрачења Србије и Црне Горе. Ово друштво је основано након инцидента који се догодио на реактору у Институту за нуклеарне науке "Борис Кидрич" у Винчи, и до данас је активно под истим називом. Поред овог друштва, постојало је и Југословенско нуклеарно друштво, које престаје са радом распадом земље, да би се касније основало Нуклеарно друштво Србије, које престаје убрзо са радом након неколико година. Ипак, ово друштво је заслужно за оснивање најважнијег научног часописа о нуклеарним наукама, у овом делу Европе, под називом Nuclear Technology and Radiation Protection.
Како нуклеарна заједница у Србији није имала заједничко удружење, осим Друштва за заштиту од зрачења Србије и Црне Горе, априла месеца 2023. године, на иницијативу младих научника оснива се ново Српско нуклеарно друштво. Пре свега са циљем помоћи младим стручњацима у Србији да се преко чланства у Европско нуклеарно друштво, лакше повежу са колегама у иностраству, отварајући себи боље прилике за рад и усавршавање. 
Нажалост, приликом оснивања није успостављен правни континуитат са претходним нуклеарним друштвима која су постојала. 

## Организација друштва
Према Статуту Српског нуклеарног друштва који је усвојен на конститутивној седници, уведене су следеће организационе целине и функције:
- Управни одбор Друштва (13 чланова)
  - Председник Друштва
  - Потпредседник Друштва
  - Секретар Друштва
  - Председник Мреже младе генерације
  - и још 9 чланова УО
- Скупштина Друштва (чине је сви активни чланови Друштва)
- Мрежа младе генерације
  - Управа Мреже младе генерације (5 чланова)
    - Председник Мреже младе генерације
    - Потпредседник Мреже младе генерације
    - и још 3 члана Управе

  - Скупштина Мреже младе генерације (чине је сви активни чланови Мреже младе генерације млађи од 36 година)

## Мрежа младе генерације
Мрежа младе генерације, Српског нуклеарног друштва, представља важан део рада и организације Друштва. Она окупља све чланове Друштва млађе од 36 година. Основана је заједно са оснивањем Друштва и по статуту има своју Управу и Скупштину којом председава председник Мреже младе генерације. 
Од свог оснивања, Мрежа представља друштвено најактивнији део Друштва, организујући велики део дешавања. Активности укључују предавања за стручњаке и јавност, радионице, хуманитарне активности и друго.
Поводом 65 година од инцидента у Институту за нуклеарне науке „Винча“, када је током рада на експерименталном реактору РБ озрачено шесторо истраживача, чланови Мреже организовали су 15. октобра 2023. добровољно давање крви. Овај догађај био је посвећен сећању на хуманост француских донора који су пре 65 година ризиковали своје животе да би помогли југословенским научницима.
Током инцидента, студент Живота Вранић, услед примања смртне дозе зрачења, нажалост је преминуо, док су осталих петоро истраживача спашени захваљујући трансплантацији коштане сржи изведеној на Институту Кири у Паризу. Овом акцијом добровољног давања крви, чланови Мреже симболично су изразили захвалност и жељу да „врате“ дуг хуманости француским донаторима.

## Колективни чланови
Српско нуклеарно друштво поред физичких лица која чине индивидуално чланство, поседује и могућност учлањења правних лица као колективних чланова друштва. Сваки колективни члан бира три представника која ће заједно са осталим члановима учествовати у раду друштва. Чланарине за колективне чланове се одређују у договору са колективним члановима и њиховим финансијским могућностима.
Колективни чланови Српског нуклеарног друштва су:
- Институт за нуклеарне науке "Винча"
- Природно-математички факултет (департман за физику), Универзитет у Новом Саду
- Електротехнички факултет, Универзитет у Београду

## Споразум о сарадњи
Као и било које друго удружење, Српско нуклеарно друштво има могућност склапања споразума о сарадњи са другим друштвима и институцијама са којима дели исте циљеве, мотиве, идеје и пројекте. 
Српско нуклеарно друштво има потрписана два споразума о сарадњи са:
- Друштво за заштиту од зрачења Србије и Црне Горе
- Директорат за радијациону и нуклеарну сигурност и безбедност Србије - СРБАТОМ[6]